# رابطة مصر العروبة
رابطة مصر العروبة هي منظمة مصرية عاملة خارج الأراضي المصرية. تواجد التنظيم المسلح للرابطة بقوة في الثمانينات في لبنان وشارك بالتصدي للاجتياح الإسرائيلي والدفاع عن العاصمة اللبنانية بيروت حيث كان مقاتلو الرابطة موكلون بصورة أساسية بحراسة الشواطيء الشمالية لبيروت في منطقة عين المريسة والجامعة الأمريكية.
لم يقتصر نشاط الرابطة على الجانبين السياسي والعسكري بل كان هناك نشطاء في مجال الفن من الرابطة, أبرزهم عدلي فخري وزين العابدين فؤاد. ألف الفنانون بعض الأغاني في الحصار أبرزها: «على بوابات بيروت».